# جيل كيبيل
جيل كيبييل (بالفرنسية: Gilles Kepel)‏(مواليد 30 يونيو 1955) عالم سياسي ومستعرب فرنسي متخصص في دراسات الشرق الأوسط المعاصر والمسلمين في الغرب. وهو أستاذ في جامعة باريس للعلوم والآداب ومدير برنامج الشرق الأوسط والبحر الأبيض المتوسط في ذات الجامعة، ومقره في مدرسة الأساتذة العليا (بالفرنسية: Ecole Normale Supérieure)‏. تمت مراجعة كتابه الأخير «بعيدا عن الفوضى: الشرق الأوسط وتحدى الغرب» من قبل صحيفة نيويورك تايمز باعتباره «كتابًا تمهيديًا ممتازًا لأي شخص يرغب في الحصول على آخر تطورات المنطقة».

## السيرة الذاتية
تدرب في الأصل كمتخصص في الكلاسيكيات، وبدأ في دراسة اللغة العربية بعد رحلة إلى المشرق في عام 1974. تخرج في الفلسفة واللغة الإنجليزية، ثم أكمل دراسته للغة العربية في المعهد الفرنسي بدمشق (1977-78)، وحصل على شهادته في العلوم السياسية من معهد العلوم السياسية بباريس عام 1980. تخصص كيبيل في الحركات الإسلامية المعاصرة، وأمضى ثلاث سنوات في مركز الدراسات والتوثيق الاقتصادي والفقهي والإجتماعي (بالفرنسية: Centre d'études et de documentation économiques, juridiques et sociales)‏ حيث قام بالعمل الميداني للحصول على درجة الدكتوراه (دافع عنها عام 1983) حول «الحركات الإسلامية في مصر»، والذي تمت ترجمتها ونشرها في المملكة المتحدة عام 1985 باللغة الإنجليزية باسم النبي والفرعون (في الولايات المتحدة: التطرف الإسلامي في مصر، 1986). كان هذا هو الكتاب الأول من نوعه بكل اللغات بغرض تحليل المتشددين الإسلاميين المعاصرين، ولا يزال مرجعًا قياسيًا حتى يومنا هذا في الجامعات في جميع أنحاء العالم.
بعد عودته إلى فرنسا، حيث أصبح باحثًا في كلية الأبحاث الوطنية الفرنسية، بحث في تطورات الإسلام كظاهرة اجتماعية وسياسية هناك، مما أدى إلى كتابه «ضواحي الإسلام» (بالفرنسية: Banlieues de l'Islam)‏ عام 1987، وهو كتاب تمهيدي عن دراسات الإسلام في الغرب. ثم انتقل إلى الدراسة المقارنة للحركات السياسية والدينية في الإسلام واليهودية والمسيحية، ونشر عام 1991 كتاب «انتقام الله» (بالفرنسية: La Revanche de Dieu)‏ أحد أكثر الكتب مبيعًا والذي تمت ترجمته إلى 19 لغة.
قام أيضًا بعمل ميداني بين المسلمين السود في الولايات المتحدة كأستاذ زائر في جامعة نيويورك عام 1993، والذي يمكن مقارنته بالظواهر المتعلقة بقضية رشدي في المملكة المتحدة وجدل الحجاب في فرنسا ما قاده إلى تأليف كتابه «الله في الغرب» (بالفرنسية: À l'ouest d'Allah)‏ عام 1996.
حصل على التأهيل للأستاذية عام 1993 - من لجنة برئاسة البروفيسور رينيه ريمون، رئيس معهد الدراسات السياسية بباريس، بما في ذلك الأساتذة إرنست جيلنر، وريمي ليفو، وآلان تورين، وأندريه ميكيل. تمت ترقيته إلى مدير الأبحاث في المركز الوطني الفرنسي للأبحاث عام 1995، وقضى العام الدراسي 1995-1996 في الولايات المتحدة كأستاذ كونسورتيوم في نيويورك (منصب مشترك في جامعتي كولومبيا ونيويورك والمدرسة الجديدة للبحوث الاجتماعية). استخدم مرافق المكتبة في جامعة نيويورك وكولومبيا لاستكشاف المصادر العلمية لكتابه الأكثر مبيعًا «الجهاد: توسع وانحسار الإسلاموية» (بالفرنسية: Jihad: Expansion et Déclin de l"Islamisme)‏ استنادًا إلى عامين من العمل الميداني في العالم الإسلامي من إندونيسيا إلى إفريقيا، والذي صدر باللغة الإنجليزية في عام 2001 تحت عنون «الجهاد: في صميم الإسلام السياسي» (بالإنجليزية: Jihad: The Trail of Political Islam)‏، وتُرجم إلى اثنتي عشرة لغة. على الرغم من الترحيب بالكتاب نظرًا لنطاقه ومنظوره، فقد تم انتقاده بعد 11 سبتمبر لأنه وثق فشل التعبئة الإسلامية السياسية في أواخر التسعينيات. أجاب كيبيل على منتقديه من خلال كتابه «وقائع حرب شرقية» (بالفرنسية: Chronique d'une guerre d'Orient)‏، الذي نُشر بالإنجليزية بعنوان «ظهور قمر سيئ» (بالإنجليزية: Bad Moon Rising: A Chronicle of the Middle East Today)‏ عام 2003. ثم قام بتحليل ذلك الفشل باعتباره نهاية لمرحلة أولى مما وصفه لاحقًا بـ«جدليات الجهادية»(بالفرنسية: dialectique du jihadisme)‏، التي لخصت الصراع ضد «العدو القريب»، تلتها مرحلة ثانية (القاعدة) تعلمت دروس هذا الفشل وركزت على «العدو البعيد»، الذي فشل بدوره في حشد جماهير المسلمين تحت راية من الجهاديين. وأعقب ذلك في النهاية مرحلة ثالثة تتكون من خلايا جهادية شبكية في أوروبا والشرق الأوسط وشمال إفريقيا، وهي تلك الخاصة بداعش. ثام كيبيل بتطوير ثلاثية الجهاد هذه بشكل أكبر في كتابيه «الفتنة: حروب في ديار المسلمين» (بالفرنسية: Fitna: guerre au coeur de l'Islam)‏، المنشور بالإنجليزية تحت عنوان «الحرب لكسب عقول المسلمين» (بالإنجليزية: The War for Muslim Minds)‏ عام 2004، و«الإرهاب والاستشهاد» (بالفرنسية: Terreur et martyre. Relever le défi de civilisation)‏ عام 2008. شارك كيبل مع طلابه أيضًا في تحرير القاعدة في نصوصها (بالفرنسية: Al-Qaida dans le texte)‏ عام 2006 - وهي ترجمة وتحليل لنصوص مختارة من قبل لمنظري الجهادية عبد الله عزام وأسامة بن لادن وأيمن الظواهري وأبو مصعب الزرقاوي.
في عام 2001، تم تعيينه أستاذًا في العلوم السياسية في معهد العلوم السياسية، حيث أنشأ برنامج الشرق الأوسط والبحر الأبيض المتوسط و«منتدى يوروجولف». أشرف على أكثر من 40 رسالة دكتوراه، وألف سلسلة «الشرق الأدنى» (بالفرنسية: Proche Orient)‏، التي كان محررًا عامًا لها في مطبعة جامعة فرنسا، ليقوم خريجو الدكتوراه بنشر كتابهم الأول بعد أطروحتهم. تتألف السلسلة من 23 مجلداً من عام 2004 إلى عام 2017.
في عام 2008، اتُهم بالاعتداء على باسكال مينوريت في جمعية دراسات الشرق الأوسط في واشنطن، بعد أن قام الأخير بنشر مواد افترائية على الإنترنت، وعلى إثر ذلك طُرد جيل كيبيل من الجمعية.
في ديسمبر 2010، في نفس الشهر الذي وقتت فيه حادثة محمد البوعزيزي في سيدي بوزيد في تونس، والذي أطلق شرارة الربيع العربي، أغلق معهد الدراسات السياسية بباريس برنامج الشرق الأوسط والبحر الأبيض المتوسط. تم انتخاب كيبيل زميلًا أول في المعهد الجامعي الفرنسي لمدة خمس سنوات (2010-2015)، مما سمح له بإعادة التركيز على العمل الميداني. كما عُرض عليه زيارة "أستاذية فيليب رومان في التاريخ والعلاقات الدولية " الزائر في كلية لندن للاقتصاد "في 2009-2010.
في عام 2012، نشر كتاب «ضاحية الجمهورية» (بالفرنسية: Banlieue de la République)‏، وهو دراسة استقصائية لأعمال الشغب الفرنسية في الضواحي عام 2005 في منطقة كليشي-مونتفرميل شمال باريس حيث اندلعت الأحداث. استندت الدراسة إلى ملاحظة المشاركين لمدة عام واحد في المبنى مع فريق من الطلاب بالتعاون مع معهد مونتين، وكتكملة نشر كتاب «ثلاثة وتسعون» (بالفرنسية: Quatre-vingt treize)‏  (نسبة إلى الرمز البريدي لمنطقة سين سان دوني شمال باريس) عام 2012الذي صمم نظورًا أكثر عمومية للإسلام في فرنسا، بعد 25 عامًا من كتابه الأساسي ضواحي الإسلام.
وثق كيبيل الاضطرابات العربية من خلال كتاب السفر «الشغف العربي» (بالفرنسية: Passion Arabe)‏ عام 2013،  وهو الكتاب الأكثر مبيعًا الذي حصل على «جائزة بترارك» من قبل إذاعة فرنسا الثقافية وصحيفة لو موند اليومية كأفضل كتاب لهذا العام.
وثقت دراسته الاستقصائية «الشغف الفرنسي» (بالفرنسية: Passion Française)‏ عام 2014 الجيل الأول من المرشحين للانتخابات البرلمانية في يونيو 2012 والذين كانوا من أصل مسلم، وركزوا على مرسيليا وروبيكس، وهو الكتاب الثالث في الرباعية التي من اختُتمت بكتاب «الإرهاب في فرنسا: نشأة الجهاد الفرنسي» (بالفرنسية: Terreur dans l'Hexagone: Genèse du djihad français)‏ الذي تعامل مع الهجمات الإرهابية للجهاديين في فرنسا ووضعها في نصابها.
في عام 2016، حللت لا فراكتور استنادًا إلى سجلات لإذاعة الثقافة الفرنسية في 2015-16، تأثير الإرهاب الجهادي في أعقاب الهجمات على الأراضي الفرنسية والأوروبية، حيث تضعهم في منظور صعود أحزاب اليمين المتطرف في أوروبا ويشكك في الانقسام السياسي في القارة العجوز.
يعمل كيبيل في العديد من المجالس الاستشارية مثل المجلس الأعلى لمعهد العالم العربي في باريس، ومنذ عام 2016 وهو عضو في المجلس الاستشاري لمركز أبحاث الشرق الأوسط في مؤسسة كانديد في برلين.
في فبراير 2016، تم تعيينه رئيسًا لبرنامج التميز المؤسس حديثًا في منطقة البحر الأبيض المتوسط والشرق الأوسط في جامعة باريس للعلوم والآداب ومقرها المدرسة العليا للأساتذة، وهو مسؤول عن الندوة الشهرية حول «العنف والعقيدة: مناطق وتصورات الإسلام المعاصر»، كما يعمل كأستاذ فبنفس الجامعة منذ يناير 2018.
وهو أيضًا مدير منصة التفكير الحر لمنطقة الشرق الأوسط المتوسطي في جامعة ديلا سفيزيرا إيطاليا في لوغانو بسويسرا. تُعقد قمتها الصيفية في شهر أغسطس من كل عام، حيث تجمع صانعي التغيير الشباب من منطقة الشرق الأوسط والبحر الأبيض المتوسط.
في أكتوبر 2018، نشر كتاب بعيدًا عن الفوضى: الشرق الأوسط وتحدي الغرب، الذي يعد بمثابة تاريخ سياسي شامل لأربعة عقود من الصراع في الشرق الأوسط وتداعياته العالمية. في الأشهر التي أعقبت النشر، شارك جيل كيبيل في ندوات عبر الإنترنت تم تنظيمها على جانبي المحيط الأطلسي والقنال الإنجليزي، مثل معهد واشنطن لسياسة الشرق الأدنى ، والمونيتور ، ومركز الأمن القومي في جامعة فوردهام، زجامعة كامبريدج... أوصت نيويورك تايمز باختيار الكتاب في مجموعة 12 كتابًا جديدًا أسبوعياً.

## الأفكار والتحليلات
بحسب كيبيل، فإن الإرهاب الجهادي سببه الإسلام الأصولي، وهو أيديولوجية تتعارض مع قيم الديمقراطيات الغربية.
في عام 2017، انتقد كيبل تأكيد أوليفييه روا على أن الإرهاب الجهادي مرتبط بشكل فضفاض بالأصولية الإسلامية لأن روا لا يتحدث العربية ولا ينظر في العقيدة السلفية وراء الجهادية. أشار كيبيل أيضًا إلى لندن باسم «لندنستان»: «[المملكة المتحدة] وفرت المأوى للقادة الإسلاميين المتطرفين من جميع أنحاء العالم كنوع من بوليصة التأمين ضد الإرهاب الجهادي. لكن كما تعلم، عندما تذهب لتناول العشاء مع الشيطان..». قال روا: «لقد اتُهمت بتجاهل العلاقة بين العنف الإرهابي والتطرف الديني للإسلام من خلال السلفية، التفسير المحافظ بشدة للدين. إنني على دراية كاملة بكل هذه الأبعاد، لكنني أقول ببساطة إنها غير كافية لتفسير الظواهر التي ندرسها، لأنه لا يمكن العثور على رابط سببي على أساس البيانات التجريبية المتوفرة لدينا.»

## المؤلفات
- النبي والفرعون: الحركات الإسلامية في مصر المعاصرة (بالفرنسية: Le Prophète et Pharaon. Les mouvements islamistes dans l'Égypte contemporaine)‏، لا ديكوفيرت، باريس، 1984. منشور باللغة العربية بعنوان «النبي والفرعون»، ترجمة أحمد خضر، مكتبة مدبولي، القاهرة، 1988.
- ضواحي الإسلام: ولادة دين في فرنسا (بالفرنسية: Les Banlieues de l'islam. Naissance d'une religion en France)‏، سيوي، باريس، 1987
- انتقام الله: المسيحيون واليهود والمسلمون لإعادة السيطرة على العالم (بالفرنسية: La Revanche de Dieu. Chrétiens، juifs et musulmans à la reconquête du monde)‏، سيوي، باريس، 1991. منشور باللغة العربية بعنوان «يوم الله؛ الحركات الأصولية المعاصرة في الأديان الثلاث»، ترجمة نصير مروة، دار قرطبة للنشر والتوثيق والأبحاث، قبرص، 1992.
- غرب الله (بالفرنسية: À l'ouest d'Allah)‏، سيوي، باريس، 1994.
- الجهاد. توسع وانحسار الإسلاموية (بالفرنسية: الجهاد. توسع وانحسار الإسلاموية)‏، غيلمار، باريس، 2000.
- وقائع حرب شرقية (بالفرنسية: Chronique d'une guerre d'Orient)‏، غيلمار، باريس، 2002
- فتنة: الحرب في قلب الإسلام (بالفرنسية: Fitna. Guerre au cœur de l'islam)‏، غيلمار، باريس، 2004. منشور باللغة العربية بعنوان «الفتنة: حروب في ديار المسلمين»، ترجمة نزار أورفلي، دار الساقي، بيروت، 2004.
- الرعب والاستشهاد: مواجهة تحدي الحضارة (بالفرنسية: Terreur et martyre. Relever le défi de civilisation)‏، فلاماريون ، باريس، 2008
- ضاحية الجمهورية: المجتمع والسياسة والدين في كليشي سو بوا ومونتفيرميل (بالفرنسية: Banlieue de la République. Société، politique et religion à Clichy-sous-Bois et Montfermeil)‏، غيلمار، باريس، 2012.
- ثلاثة وتسعون (بالفرنسية: Quatre-vingt-treize)‏، غيلمار، باريس، 2012.
- الشغف العربي (بالفرنسية: Passion arabe)‏، غيلمار، باريس، 2013.
- الشغف الفرنسي. صوت المدن (بالفرنسية: Passion française. La voix des cités)‏، غيلمار، باريس، 2014
- الشغف في القبائل (بالفرنسية: Passion en Kabylie)‏، غيلمار، 2014.
- ما هي داعش؟ (بالفرنسية: ?Qui est Daech)‏، مع إدغار موران، وريجيس ديبريه، وميشال أونفراي، وأوليفييه ويبر، وجان كريستوف روفان والطاهر بن جلون، تحري فيليب ري، 2015.
- الإرهاب في فرنسا، نشأة الجهاد الفرنسي (بالفرنسية: Terreur dans l'Hexagone، Genèse du djihad français)‏، مع أنطوان جاردين، غيلمار، باريس، 2015
- الكسر (بالفرنسية: La Fracture)‏[39]، غيلمار / إذاعة فرنسا الثقافية، باريس 2016.
- بعيدًا عن الفوضى: الأزمات في البحر المتوسط والشرق الأوسط (بالفرنسية: Sortir du chaos، Les crises en Méditerranée et au Moyen-Orient)‏، غيلمار، باريس،2018، (ردمك 978-2-07-277047-0)

## وصلات خارجية
- ما الذي يغذي التطرف الإسلامي في فرنسا؟ - برنامج تلفزيوني
- بعيدًا عن الفوضى. الشرق الأوسط والتحدي للغرب (مطبعة جامعة كولومبيا، 2020) https://cup.columbia.edu/book/away-from-chaos/9780231197021